# Vingança
Vingança è un singolo del cantante brasiliano Luan Santana e del MC brasiliano MC Kekel, pubblicato il 10 ottobre 2018.

## Descrizione
La composizione è firmata da Luan Santana e dal suo partner di altri suoi lavori attuali: Douglas Cesar, coautore di 'Cê Topa'.

## Video musicale
La clip è stata registrata durante il passaggio del camion che diventa un palcoscenico attraverso Maceió, ad Alagoas. A differenza degli altri video già diffusi, questa volta il mezzo è in movimento e la folla lo segue lungo il bordo della spiaggia di Ponta Verde.